# Pieter Jacobs
Pieter Jacobs (ur. 6 czerwca 1986 w Brasschaat) – belgijski kolarz szosowy, zawodnik grupy UCI Professional Continental Teams Topsport Vlaanderen-Baloise.

## Najważniejsze osiągnięcia
- 2006
  -  1. miejsce w mistrzostwach Belgii (do lat 17, start wspólny)
- 2007
  - 5. miejsce w Tour of Ireland
- 2008
  - 4. miejsce w Grosser Preis des Kantons Aargau
  - 3. miejsce w Presidential Cycling Tour of Turkey
- 2011
  - 2. miejsce w Halle–Ingooigem
- 2012
  - 7. miejsce w Tour de Wallonie
- 2013
  - 1. miejsce w Schaal Sels
  - 1. miejsce w Omloop van het Waasland
  - 2. miejsce w Rund um Köln